# منتخب النمسا لهوكي الجليد
منتخب النمسا الوطني لهوكي الجليد هو منتخب وطني يمثل النمسا في منافسات هوكي الجليد الدولية، يعتبر من أقوى منتخبات هوكي الجليد في العالم، بدأ منافساته في سنة 1912، نافس في بطولة العالم لهوكي الجليد 62 مرة وفاز مرتين بالمركز الثالث، نافس في بطولة أوروبا 7 مرات وفاز مرة واحدة ببطولة 1927، نافس في الألعاب الأولمبية الشتوية 13 مرة، يحتل حالياً التصنيف السابع عشر على العالم.